# Play Dead (Björk)
Play Dead è una canzone del 1993 della cantante Björk, tratta dall'album Debut.
Il brano fa parte della colonna sonora del film Young Americans diretto da Danny Cannon, che dirige anche il videoclip della canzone.

## Tracce
1. Play Dead (Tim Simenon 7" Remix)
2. Play Dead (Tim Simenon Orchestral Remix)
3. Play Dead (Tim Simenon 12" Remix)
4. Play Dead (Tim Simenon Instrumental)
5. End Titles/Play Dead (Original Film Mix)

## Cover
Di questa canzone sono state realizzate due cover, una della band finlandese The Rasmus, inclusa come b-side del singolo Madness, e l'altra della band svedese Pain nell'album Psalms of Extinction.

## Classifiche
| Paese       | Posizione più alta |
| ----------- | ------------------ |
| Belgio      | 31                 |
| Germania    | 41                 |
| Norvegia    | 10                 |
| Paesi Bassi | 11                 |
| Regno Unito | 12                 |
| Svezia      | 7                  |